# اكتشف:عالم العلوم
اكتشف:عالم العلوم (بالإنجليزية: Discover: The World of Science)‏، هو برنامج تلفزيوني أمريكي استمر بين عامي 1983 و1990.
الممثل بيتر غرافز هو المضيف والراوي لبرنامج اكتشف:عالم العلوم، وهو مسلسل تلفزيوني شهير على مستوى المجلات مدته ساعة واحدة يوفر منظوراً إنسانياً للتطورات الجديدة في مجال الروبوتات، والعلوم، والتكنولوجيا، والطب، والبيئة، والسلوك والتاريخ الطبيعي. يتم بث السلسلة عادة في أمسيات الأربعاء في الساعة 8 مساءً على قناة البي بي إس. أنتجت السلسلة بواسطة محطة البي بي إس، مع الحلقات المبكرة التي تم التعهد بتمويلها بواسطة آتاري والحلقات اللاحقة التي تعهد بتمويلها جي تي أي، بالتعاون مع مجلة ديسكفر .